# Morotești, Brăila
Morotești este un sat în comuna Unirea din județul Brăila, Muntenia, România.